# Olympische Sommerspiele 1964/Teilnehmer (Island)
| Gelbes Symbol für Goldmedaillen mit stilisierten Olympischen Ringen | Graues Symbol für Silbermedaillen mit stilisierten Olympischen Ringen | Braundes Symbol für Bronzemedaillen mit stilisierten Olympischen Ringen |
| ------------------------------------------------------------------- | --------------------------------------------------------------------- | ----------------------------------------------------------------------- |
| —                                                                   | —                                                                     | —                                                                       |

Island nahm an den Olympischen Sommerspielen 1964 in der japanischen Hauptstadt Tokio mit vier Sportlern, drei Männern und einer Frau, in zwei Sportarten teil.

## Teilnehmer nach Sportarten

### Leichtathletik
Männer
- Jón Ólafsson
Hochsprung: 25. Platz

- Valbjörn Þorláksson
Zehnkampf: 12. Platz

### Schwimmen
Männer
- Guðmundur Gíslason
100 m Freistil: im Vorlauf ausgeschieden
400 m Lagen: im Vorlauf ausgeschieden

Frauen
- Hrafnhildur Guðmundsdóttir
100 m Freistil: im Vorlauf ausgeschieden